# Lauterbach (Hessen)

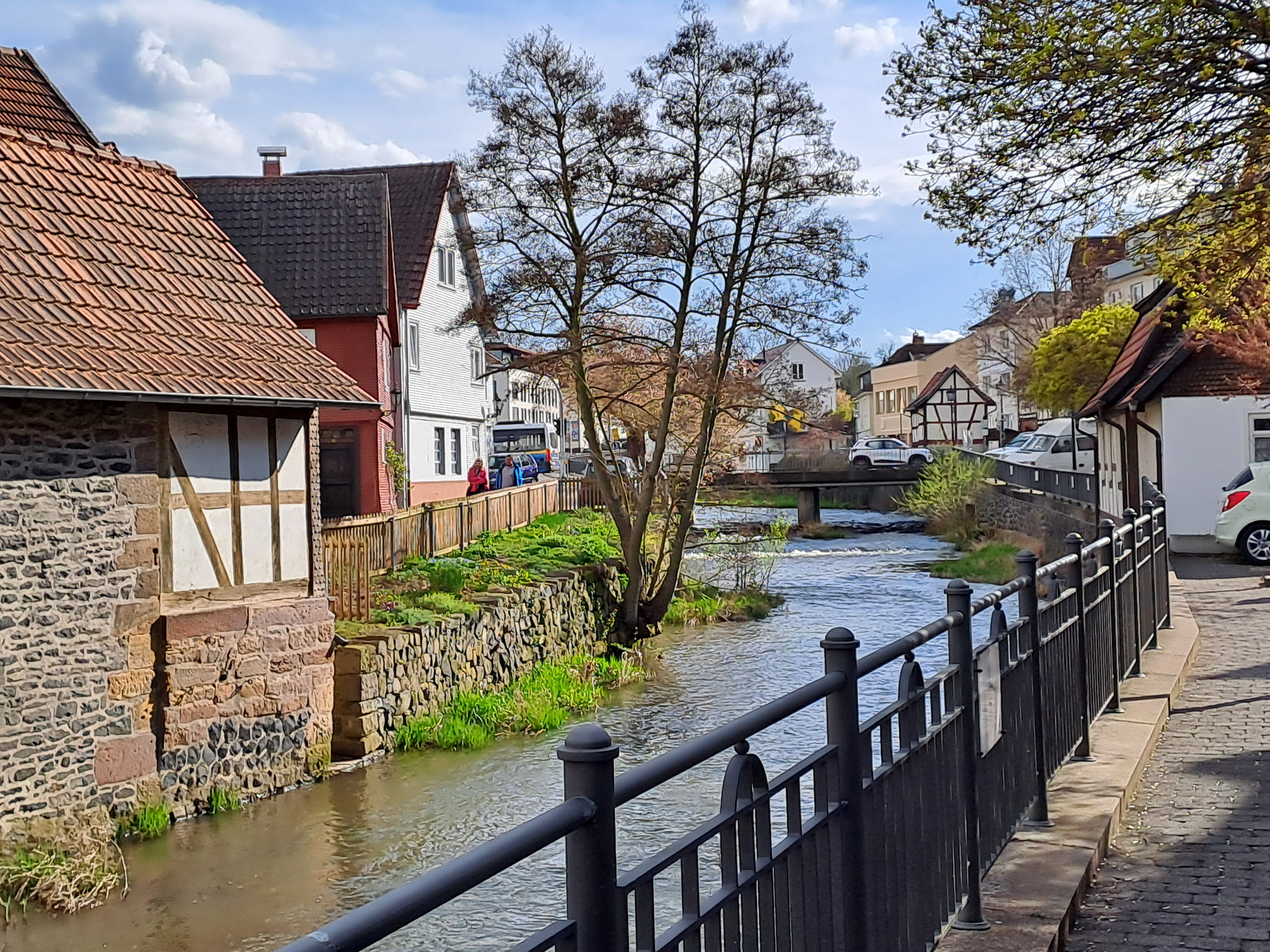
Fluss-Szene an der Lauter, Blickrichtung flussaufwärts

Lauterbach (Hessen) ist die Kreisstadt des mittelhessischen Vogelsbergkreises. Der Name der Stadt leitet sich von der Lauter ab, die durch die Stadt fließt.

## Geografie
Lauterbach liegt am nordöstlichen Rand des Vogelsbergs am Fuße des Hainigs etwa 25 km nordwestlich von Fulda. Gießen liegt ca. 50 km westlich von Lauterbach.

### Nachbargemeinden
Lauterbach grenzt im Norden an die Stadt Grebenau, im Nordosten an die Stadt Schlitz, im Osten an die Gemeinde Wartenberg, im Süden an die Stadt Herbstein sowie im Westen an die Gemeinden Lautertal und Schwalmtal.

### Stadtgliederung
Die Stadt besteht neben der Kernstadt Lauterbach aus den elf Stadtteilen Allmenrod, Blitzenrod, Frischborn, Heblos, Maar, Reuters, Rimlos, Rudlos, Sickendorf, Wallenrod und Wernges.

## Geschichte

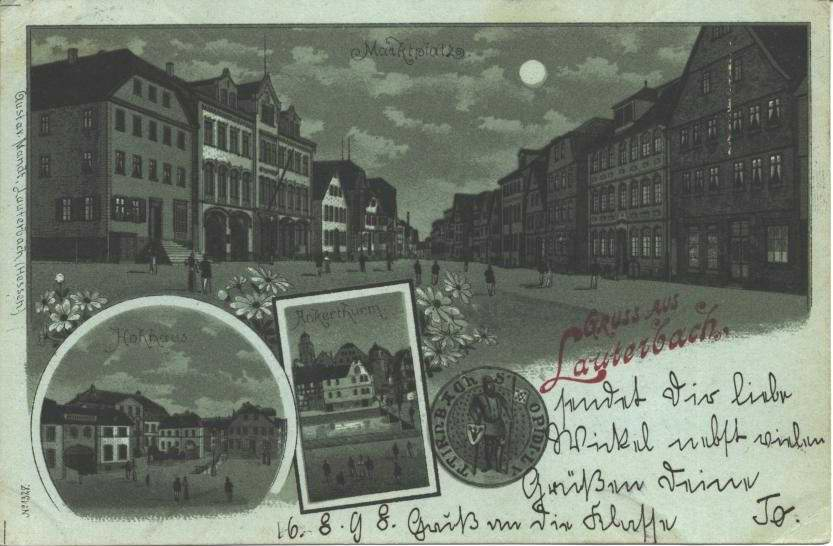
Lauterbach Hessen, Marktplatz etwa 1898

### Mittelalter
Wie viele Orte, deren Name mit „-bach“ endet, wurde Lauterbach in der fränkischen Rodungs- und Siedlungszeit (400–800 n. Chr.) gegründet. 812 wurde es erstmals in der Marktbeschreibung der Kirche von Schlitz erwähnt. Im Mittelalter gehörte Lauterbach zum großen Territorium der Abtei Fulda. Die Äbte durften als Geistliche keine weltliche Gerichtsbarkeit ausüben und setzten zu diesem Zwecke Vögte ein. Seit dem 12. Jahrhundert besaßen daher die Grafen von Ziegenhain als Vögte den Ort als fuldisches Lehen. Diese wiederum setzten die bei Angersbach wohnenden Herren von Wartenberg als Untervögte ein. Als die Wartenberger im Jahre 1265 in einer Fehde zwischen Abt Bertho II. von Leibolz und Graf Gottfried V. von Ziegenhain die Seite des Vogts ergriffen, unterstützten die Lauterbacher den Abt. Abt Bertho war siegreich, zerstörte die Burg Wartenberg und belohnte die Lauterbacher am 16. März 1266 mit der Verleihung der Stadtrechte. Zum Schutz ließ er eine Stadtmauer und die Burg Lauterbach bauen.
Die Besitzverhältnisse an der Stadt waren in der Folge äußerst kompliziert, mehrere Male wurde Lauterbach verpfändet.

### Neuzeit
Im 15. und 16. Jahrhundert versuchte das Adelsgeschlecht der Riedesel – diesem gehörte bereits ein großer Teil des Umlands – Lauterbach in seinen Besitz zu bekommen. Hierdurch kam es zu ernsten Auseinandersetzungen mit der Abtei Fulda um den Besitz der Stadt. Der endgültige Bruch mit Fulda kam durch die Einführung der Reformation unter Hermann IV. Riedesel im Jahr 1527.
Erst durch einen Vertrag aus dem Jahr 1684 wurde Lauterbach offiziell als Lehen den Riedesel übertragen. Die Herrschaft der Riedesel bestand als selbständiger Kleinstaat (→ Herrschaft Riedesel) bis zur Mediatisierung 1806. In Lauterbach galten deshalb die Riedesel’schen Verordnungen als Partikularrecht. Das Gemeine Recht galt nur, soweit diese Verordnungen keine Bestimmungen enthielten. Dieses Sonderrecht behielt theoretisch seine Geltung auch während der Zugehörigkeit zum Großherzogtum Hessen im 19. Jahrhundert, in der gerichtlichen Praxis wurden aber nur noch einzelne Bestimmungen angewandt. Das Partikularrecht wurde zum 1. Januar 1900 von dem einheitlich im ganzen Deutschen Reich geltenden Bürgerlichen Gesetzbuch abgelöst.
Ab 1806 gehörte Lauterbach zum Großherzogtum Hessen (Hessen-Darmstadt). 1852 wurde Lauterbach Kreisstadt des neu gegründeten Kreises Lauterbach, der 1972 im Vogelsbergkreis aufging. Ab 1821 war die Stadt Sitz des Landgerichts Lauterbach, ab 1879 des Amtsgerichts Lauterbach.
Die 1908 eingeweihte Synagoge wurde bei den Novemberpogromen 1938 durch Brandstiftung zerstört, die Brandruine wurde 1942 abgebrochen.
In Lauterbach waren die Milchwerke Fulda-Lauterbach sowie die Milchverwertungs-Gesellschaft mbH. Fulda-Lauterbach ansässig.
Am 25. Mai 2009 erhielt die Stadt den damals von der Bundesregierung noch verliehenen Titel „Ort der Vielfalt“.

### Eingemeindungen
Blitzenrod und Rudlos gehören seit dem 1. April 1939 zur Stadt Lauterbach. Im Zuge der Gebietsreform in Hessen wurden auf freiwilliger Basis eingegliedert: am 1. Juli 1971 die bis dahin selbständige Gemeinde Wernges; am 31. Dezember 1971 die bis dahin selbständigen Gemeinden Heblos, Maar, Reuters, Rimlos und Wallenrod. Am 1. Februar 1972 kamen Frischborn und Sickendorf hinzu. Allmenrod folgte am 1. August 1972 durch Landesgesetz. Für alle durch die Gebietsreform eingegliederten Gemeinden und Rudlos wurden Ortsbezirke mit Ortsbeirat und Ortsvorsteher nach der Hessischen Gemeindeordnung eingerichtet.

## Bevölkerung

### Einwohnerstruktur 2011
Nach den Erhebungen des Zensus 2011 lebten am Stichtag, dem 9. Mai 2011, in Lauterbach 13.263 Einwohner. Darunter waren 667 (5,0 %) Ausländer, von denen 130 aus dem EU-Ausland, 443 aus anderen europäischen Ländern und 104 aus anderen Staaten kamen. Von den deutschen Einwohnern hatten 13,3 % einen Migrationshintergrund. (Bis zum Jahr 2020 erhöhte sich die Ausländerquote auf 13,0 %.) Nach dem Lebensalter waren 2204 Einwohner unter 18 Jahren, 5051 zwischen 18 und 49, 2840 zwischen 50 und 64 und 3170 Einwohner älter. Die Einwohner lebten in 5915 Haushalten. Davon waren 1892 Singlehaushalte, 1761 Paare ohne Kinder und 1576 Paare mit Kindern, sowie 541 Alleinerziehende und 145 Wohngemeinschaften. In 1483 Haushalten lebten ausschließlich Senioren und in 3753 Haushaltungen lebten keine Senioren.

### Einwohnerentwicklung
| Lauterbach: Einwohnerzahlen von 1834 bis 2015 | Lauterbach: Einwohnerzahlen von 1834 bis 2015 | Lauterbach: Einwohnerzahlen von 1834 bis 2015 | Lauterbach: Einwohnerzahlen von 1834 bis 2015 | Lauterbach: Einwohnerzahlen von 1834 bis 2015 |
| --- | --------------------------------------------- | --------------------------------------------- | --------------------------------------------- | --------------------------------------------- |
| Jahr |                                               |                                               |                                               | Einwohner                                     |
| 1834 | 1834                                          |                                               | 3.528                                         | 3.528                                         |
| 1840 | 1840                                          |                                               | 3.629                                         | 3.629                                         |
| 1846 | 1846                                          |                                               | 3.611                                         | 3.611                                         |
| 1852 | 1852                                          |                                               | 3.525                                         | 3.525                                         |
| 1858 | 1858                                          |                                               | 3.363                                         | 3.363                                         |
| 1864 | 1864                                          |                                               | 3.192                                         | 3.192                                         |
| 1871 | 1871                                          |                                               | 3.327                                         | 3.327                                         |
| 1875 | 1875                                          |                                               | 3.233                                         | 3.233                                         |
| 1885 | 1885                                          |                                               | 3.266                                         | 3.266                                         |
| 1895 | 1895                                          |                                               | 3.444                                         | 3.444                                         |
| 1905 | 1905                                          |                                               | 4.056                                         | 4.056                                         |
| 1910 | 1910                                          |                                               | 4.328                                         | 4.328                                         |
| 1925 | 1925                                          |                                               | 4.730                                         | 4.730                                         |
| 1939 | 1939                                          |                                               | 5.632                                         | 5.632                                         |
| 1946 | 1946                                          |                                               | 8.463                                         | 8.463                                         |
| 1950 | 1950                                          |                                               | 9.305                                         | 9.305                                         |
| 1956 | 1956                                          |                                               | 9.304                                         | 9.304                                         |
| 1961 | 1961                                          |                                               | 9.741                                         | 9.741                                         |
| 1967 | 1967                                          |                                               | 9.727                                         | 9.727                                         |
| 1970 | 1970                                          |                                               | 9.813                                         | 9.813                                         |
| 1972 | 1972                                          |                                               | 15.048                                        | 15.048                                        |
| 1975 | 1975                                          |                                               | 15.007                                        | 15.007                                        |
| 1980 | 1980                                          |                                               | 14.648                                        | 14.648                                        |
| 1990 | 1990                                          |                                               | 14.176                                        | 14.176                                        |
| 1995 | 1995                                          |                                               | 14.771                                        | 14.771                                        |
| 2000 | 2000                                          |                                               | 14.667                                        | 14.667                                        |
| 2005 | 2005                                          |                                               | 14.401                                        | 14.401                                        |
| 2010 | 2010                                          |                                               | 13.783                                        | 13.783                                        |
| 2011 | 2011                                          |                                               | 13.263                                        | 13.263                                        |
| 2015 | 2015                                          |                                               | 14.119                                        | 14.119                                        |
| Datenquelle: Historisches Gemeindeverzeichnis für Hessen: Die Bevölkerung der Gemeinden 1834 bis 1967. Wiesbaden: Hessisches Statistisches Landesamt, 1968. Weitere Quellen: ; 1972:; Hessisches Statistisches Informationssystem; Zensus 2011 Ab 1972 einschließlich der im Zuge der Gebietsreform in Hessen eingegliederten Orte. |                                               |                                               |                                               |                                               |

### Religionszugehörigkeit
| • 1961: | 7205 evangelische (= 73,97 %), 2246 katholische (= 23,06 %) Einwohner                                                                               |
| • 1987: | 10.319 evangelische (= 73,7 %), 2406 katholische (= 17,2 %), 1269 sonstige (= 9,1 %) Einwohner                                                      |
| • 2011: | 8700 evangelische (= 66,0 %), 2160 katholische (= 16,4 %), 210 orthodoxe (= 1,6 %), 400 andersgläubig (= 3,0 %), 1560 sonstige (= 11,9 %) Einwohner |

## Politik

### Stadtverordnetenversammlung
Die Kommunalwahl am 14. März 2021 lieferte folgendes Ergebnis, in Vergleich gesetzt zu früheren Kommunalwahlen:
| Sitzverteilung in der Stadtverordnetenversammlung 2021Insgesamt 37 Sitze - Linke: 2 - SPD: 9 - Grüne: 5 - FDP: 4 - BLL: 4 - CDU: 13 | Parteien und Wählergemeinschaften | Parteien und Wählergemeinschaften           | % 2021 | Sitze 2021 | % 2016 | Sitze 2016 | % 2011 | Sitze 2011 | % 2006 | Sitze 2006 | % 2001 | Sitze 2001 |
| Sitzverteilung in der Stadtverordnetenversammlung 2021Insgesamt 37 Sitze - Linke: 2 - SPD: 9 - Grüne: 5 - FDP: 4 - BLL: 4 - CDU: 13 | CDU                               | Christlich Demokratische Union Deutschlands | 34,9   | 13         | 37,9   | 14         | 33,9   | 13         | 39,0   | 14         | 37,2   | 14         |
| Sitzverteilung in der Stadtverordnetenversammlung 2021Insgesamt 37 Sitze - Linke: 2 - SPD: 9 - Grüne: 5 - FDP: 4 - BLL: 4 - CDU: 13 | SPD                               | Sozialdemokratische Partei Deutschlands     | 24,5   | 9          | 32,9   | 12         | 32,5   | 12         | 38,3   | 14         | 38,6   | 14         |
| Sitzverteilung in der Stadtverordnetenversammlung 2021Insgesamt 37 Sitze - Linke: 2 - SPD: 9 - Grüne: 5 - FDP: 4 - BLL: 4 - CDU: 13 | GRÜNE                             | Bündnis 90/Die Grünen                       | 14,4   | 5          | 13,9   | 5          | 14,1   | 5          | 6,7    | 3          | 5,3    | 2          |
| Sitzverteilung in der Stadtverordnetenversammlung 2021Insgesamt 37 Sitze - Linke: 2 - SPD: 9 - Grüne: 5 - FDP: 4 - BLL: 4 - CDU: 13 | FDP                               | Freie Demokratische Partei                  | 11,7   | 4          | 15,3   | 6          | 6,9    | 3          | 8,2    | 3          | 6,8    | 3          |
| Sitzverteilung in der Stadtverordnetenversammlung 2021Insgesamt 37 Sitze - Linke: 2 - SPD: 9 - Grüne: 5 - FDP: 4 - BLL: 4 - CDU: 13 | FW                                | Freie Wähler                                | –      | –          | —      | —          | 4,5    | 2          | 7,8    | 3          | 12,1   | 4          |
| Sitzverteilung in der Stadtverordnetenversammlung 2021Insgesamt 37 Sitze - Linke: 2 - SPD: 9 - Grüne: 5 - FDP: 4 - BLL: 4 - CDU: 13 | LINKE                             | Die Linke                                   | 4,3    | 2          | —      | —          | 4,1    | 1          | —      | —          | —      | —          |
| Sitzverteilung in der Stadtverordnetenversammlung 2021Insgesamt 37 Sitze - Linke: 2 - SPD: 9 - Grüne: 5 - FDP: 4 - BLL: 4 - CDU: 13 | UBL                               | Unabhängige Bürgerliste                     | –      | –          | —      | —          | 4,0    | 1          | —      | —          | —      | —          |
| Sitzverteilung in der Stadtverordnetenversammlung 2021Insgesamt 37 Sitze - Linke: 2 - SPD: 9 - Grüne: 5 - FDP: 4 - BLL: 4 - CDU: 13 | BLL                               | Bürgerliste Lauterbach                      | 10,2   | 4          | —      | —          | –      | –          | —      | —          | —      | —          |
| Sitzverteilung in der Stadtverordnetenversammlung 2021Insgesamt 37 Sitze - Linke: 2 - SPD: 9 - Grüne: 5 - FDP: 4 - BLL: 4 - CDU: 13 | Gesamt                            | Gesamt                                      | 100    | 37         | 100    | 37         | 100    | 37         | 100    | 37         | 100    | 37         |
| Sitzverteilung in der Stadtverordnetenversammlung 2021Insgesamt 37 Sitze - Linke: 2 - SPD: 9 - Grüne: 5 - FDP: 4 - BLL: 4 - CDU: 13 | Wahlbeteiligung in %              | Wahlbeteiligung in %                        | 46,7   | 46,7       | 51,2   | 51,2       | 50,4   | 50,4       | 50,3   | 50,3       | 56,3   | 56,3       |

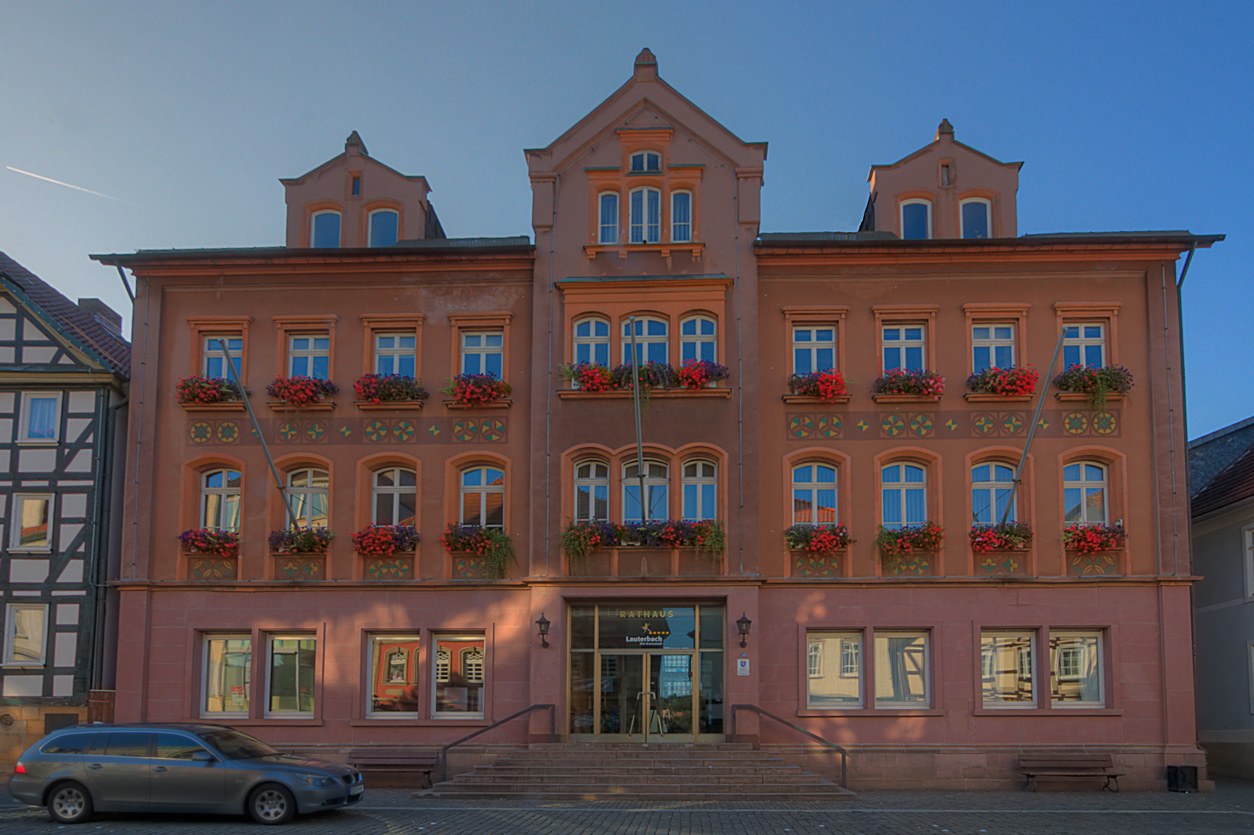
Rathaus der Stadt

Der Magistrat besteht aus 9 Stadträten und dem Bürgermeister.

### Bürgermeister
Nach der hessischen Kommunalverfassung wird der Bürgermeister für eine sechsjährige Amtszeit gewählt, seit dem Jahr 1993 in einer Direktwahl, und ist Vorsitzender des Magistrats, dem in der Kreisstadt Lauterbach (Hessen) neben dem Bürgermeister ehrenamtlich ein Erster Stadtrat und acht weitere Stadträte angehören. Bürgermeister ist seit dem 1. Oktober 1996 Rainer-Hans Vollmöller (CDU). Sein Amtsvorgänger Otto Falk (SPD) hatte die zweite Amtszeit am 30. September 1996 mit Erreichen der damaligen gesetzlichen Altersgrenze von 68 Jahren vorzeitig beenden müssen und war in den Ruhestand getreten. Rainer-Hans Vollmöller wurde am 28. April 1996 im ersten Wahlgang gewählt. Es folgten vier Wiederwahlen, zuletzt, pandemiebedingt verschoben, ohne Gegenkandidaten im November 2020.
Amtszeiten der Bürgermeister
- 1996–2026 Rainer-Hans Vollmöller (CDU)[25]
- 1987–1996 Otto Falk (SPD) (1928–2018)[26]
- 1981–1987 Rainer Visse (CDU)
- 1979–1981 Frank Dieter Walter Mudrack (parteilos)
- 1954–1979 Willi Georg Fiedler (parteilos)
- 1948–1954 Fritz Geißler (FDP)
- 1945–1948 Georg Schwarz, eingesetzt von der amerikanischen Besatzungsmacht
- 1935–1945 Friedrich Thiele
- 1934–1935 Konrad Peter II
- 1933–1934 kommissarische Verwaltung durch Beigeordnete
- 1922–1933 Johann Hermann Walz (SPD)
- 1887–1922 Alexander Stöpler (NLP)
- 1871–1887 Theodor List (NLP)
- 1838–1870 Johann David Eifert[31]
- 1831–1837 Johann Adam Hoos
- 1825–1831 Johann Friedrich Diehm junior
- 1822–1825 Johann Adam Hoos
- 1821 Johannes Sandmann
- 1820 Johann Georg Tanner
- 1819 Johann Peter Duchart
- 1817–1818 Adolf Hoos
- 1816 Johann Georg Tanner
- 1814–1815 Johann Peter Habicht
- 1813 Johann Wilhelm Renker
- 1811–1812 Johann Georg Tanner
- 1810 Jakob Heinrich Diehm
- 1808 Justus Rausch
- 1807 Johann Adam Stumpf
- 1806 Johann Adam Berk
- 1805 Jakob Heinrich Diehm
- 1804 Jakob Seibert
- 1803 Melchior Möller

### Wappen
| Wappen von Lauterbach | Blasonierung: „In mit 32 goldenen (gelben) Lilien bestreutem blauen Feld ein linksschauender, stehender silbern (weiß) gerüsteter Ritter, der in der Rechten vor dem silbernen (weißen) Schwert einen roten Schild hält, darin drei aus grünem Dreiberg wachsende silberne (weiße) Lilien mit grünen Stängeln; in der Linken an silberner (weißer) Lanze eine Turnierfahne mit dem Schildbild.“                                                    |
| Wappen von Lauterbach | Wappenbegründung: Das Wappen verdeutlicht den jahrhundertelangen Einfluss von Abtei und Bistum Fulda auf die Stadt. Der Ritter ist der hl. Simplicius, dessen Reliquien vom hl. Bonifatius von Rom nach Fulda gebracht wurden. Die drei Lilien im kleinen Schild und auf der Fahne des Ritters versinnbildlichen Simplicius mit seinen Geschwistern Faustinus und Beatrix. Der rote Hintergrund steht für den Märtyrertod, den sie gestorben sind. |

### Banner
|  | 00Banner: „Das Banner ist blau-weiß-gelb längsgestreift mit dem aufgelegten Wappen in der Mitte.“ |

## Kultur und Sehenswürdigkeiten

### Bauwerke

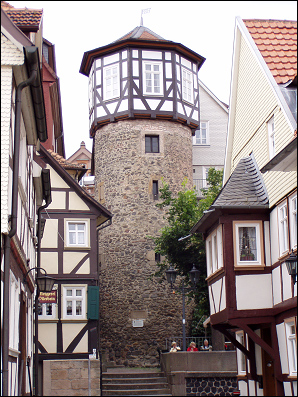
Ankerturm

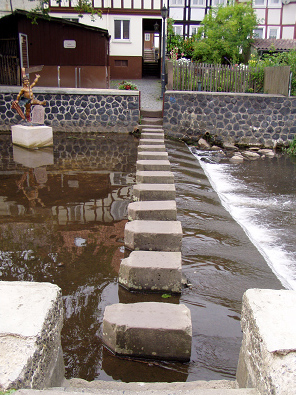
Schrittsteine über die Lauter (links im Hintergrund: Strolchdenkmal)

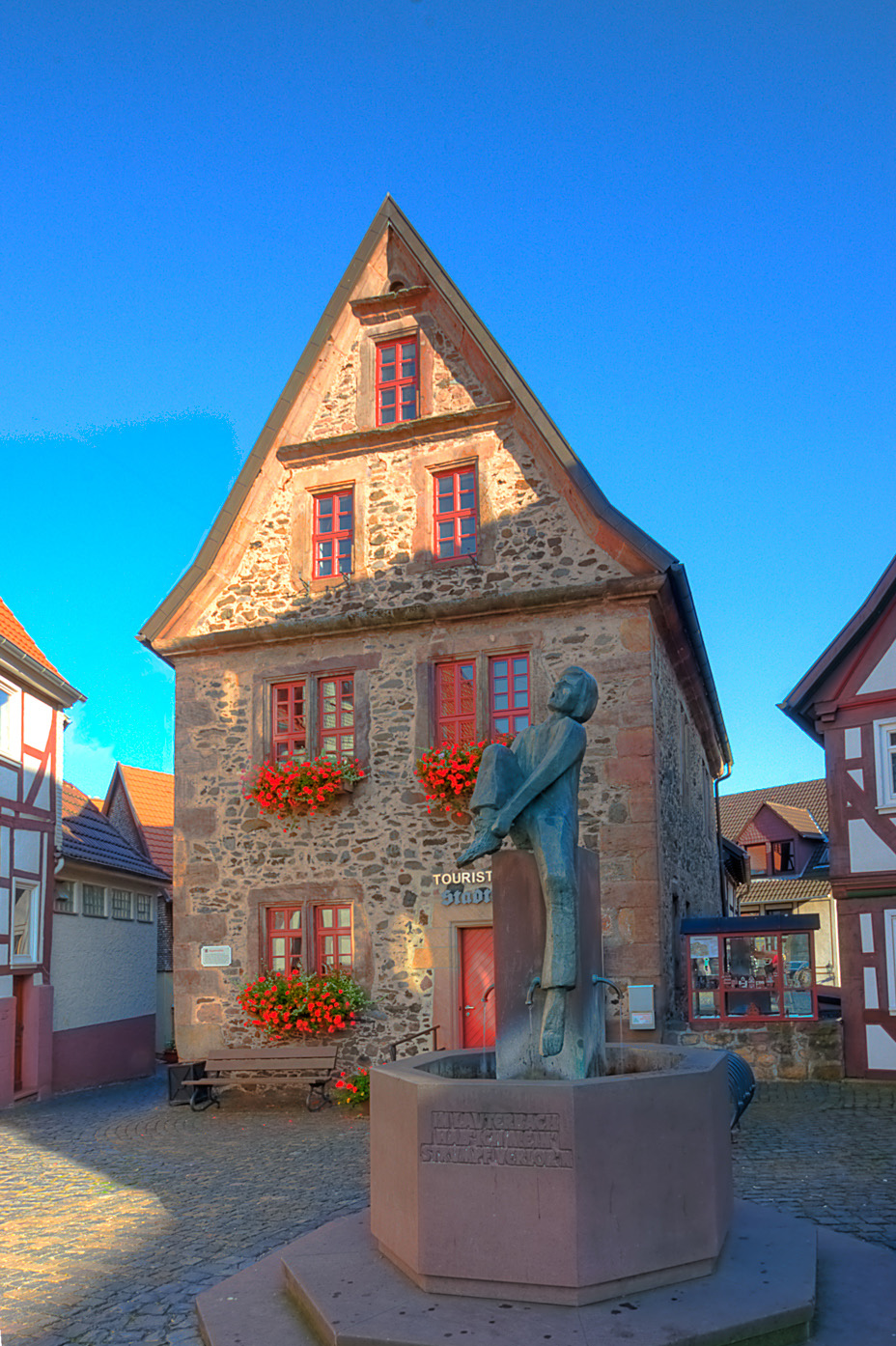
Strumpfdenkmal und Stadtmühle

Ankerturm:
Einziger erhaltener Turm der ehemaligen Stadtmauer und Wahrzeichen der Stadt, an welchem die Ankertreppe beginnt. Diese führt aufwärts vom Graben (einem alten Fachwerkensemble) zum Marktplatz. Die Bezeichnungen Ankerturm und -treppe stammen aus dem 19. Jahrhundert. Der Beobachtungs- und Wehrturm diente zeitweise auch als Gefängnis. Wo früher ein offener Rundgang die Turmspitze bildete, besteht heute ein Fachwerkaufsatz.
Evangelische Stadtkirche:
Die im Äußeren barocke und im Inneren im Stil des Rokoko gestaltete Stadtkirche wurde 1768 eingeweiht, Turmbau 1820. Der Doppelflügel-Marienaltar, der sich jetzt im Hohhausmuseum befindet, stammt aus der gotischen Vorgängerkirche. Um 1400 entstandene steinerne Madonna, Hillebrand-Orgel von 1973 hinter Prospekt von Philipp Ernst Wegmann (1768). Fünf Kirchenglocken hängen im Turm: 1. Elferglocke (es1 von 1699), 2. Bürgerglocke (f1 von 1699), 3. Riedesel-Gedächtnis-Glocke (g1 von 1950), 4. Vaterunserglocke (b1 von 1950) und 5. Sturmglocke (as2 von 1752).
Schrittsteine:
Wo Steinquader heute an einer seichten Stelle die Überquerung der Lauter zu Fuß ermöglichen, soll bereits 1596 ein ähnlicher Übergang bestanden haben. Früher dienten die Schrittsteine vor allen Dingen als Abkürzung, um einen zentralen Trinkwasserbrunnen zu erreichen.
Burg Lauterbach
Burg- und Schlossanlage der Freiherren Riedesel zu Eisenbach, erbaut 1266 und später zu einem Renaissanceschloss umgebaut. Wiederaufbau in heutiger Form um 1887 - es beherbergt heute die Verwaltung der Freiherren Riedesel zu Eisenbach und das riedeselsche Archiv.
Stadtmühle
Steinbau, der kunstgeschichtlich der späten Gotik und frühen Renaissance zuzurechnen ist, 1628 erbaut. Erst im 19. Jh. von der Stadt Lauterbach erworben und von ihr auch als Stadtmühle genutzt. Diese lag am Beginn des Mühlgrabens, der die Lauter speiste. Hier wurde vor das steil fallende und einige Meter davor noch offene Wasser ein Turbinenwerk eingebaut. Es diente der lokalen Stromversorgung im Notfall bis über das Ende des Zweiten Weltkriegs hinaus.
Schloss Eisenbach in Lauterbach-Frischborn:
Heute noch bewohntes Hauptschloss der Riedesel Freiherrn zu Eisenbach mit schönem Park, der zum Spazierengehen einlädt.
Schloss Hohhaus:
Stadtpalais der Riedesel Freiherrn zu Eisenbach, seit 1931 Sitz des „Hohhaus-Museums“ (siehe unten).
Strolchdenkmal:
Vom Bildhauer Knud Knudsen aus Bad Nauheim aus Bronze gefertigt, im Flussbett der Lauter errichtet und am 30. April 2005 der Öffentlichkeit vorgestellt, stellt es den Lauterbacher Strolch, ein 1905 kreiertes Wahrzeichen dar. Das Denkmal zeigt einen lockigen Jungen, der zwar mit Regenschirm, aber einem nackten Fuß unterwegs ist. Seine Entstehung verdankt der „Strolch“ dem Lauterbacher Strumpflied („In Lauterbach hab’ ich mein’ Strumpf verlor’n“). Das Bild wurde entworfen von dem Frankfurter Maler Julius Siemsen und 1904 überarbeitet von Schulz. Es hieß zunächst Lauterbacher Junge. Heute werden Käseprodukte mit diesem Bild und dem Titel Der kleine Strolch verkauft.
„Lauterbacher Strolch“ war zugleich auch Markenname und -zeichen des ersten deutschen Camemberts, der früher in Lauterbach hergestellt wurde.
Hainigturm:
Ein in der jetzigen Form 1907 errichteter Aussichtsturm, der am Rand der Stadtgemarkung steht.
Schloss Sickendorf in Lauterbach-Sickendorf:
Das Schloss mit Schlosspark des ehemaligen riedeselschen Hofgutes brannte 1882 nieder. 1886 entstand ein Neubau. Heute ist das Schloss Sitz des Golfclub Lauterbach e. V. Der in der Nähe des Schlosses gelegene Golfplatz hat eine Fläche von über 100 Hektar. Der Platz hat eine Driving Range, einen 6-Loch-Übungsplatz sowie eine großzügige 18-Loch-Anlage zu bieten.
Heidbergkapelle in Lauterbach-Sickendorf:
Reizvoll am Rand des Ortsteils Sickendorf gelegen, von 1916 bis 1919 von der Baronin Riedesel in Gedenken an ihren im Krieg gefallenen Gatten errichtet, weist dieser schlichte Saalbau in seinem Inneren einen vom Jugendstil geprägten Glanz auf. Die üppigen Ausstattungsdetails mit Ausmalungen, Stuckarbeiten, kunstvoll gearbeiteten Leuchtern und prächtigen Buntglasfenstern wurden in den 2010er Jahren originalgetreu wiederhergestellt. Nach seiner Restaurierung wurde diesem historisch beachtenswerten Bauwerk 2019 der Hessische Denkmalschutzpreis zuerkannt.

### Hohhaus-Museum
Das Museum im Hohhaus-Stadtpalais bietet einen Einblick in die Handwerkstradition in der kleinstädtischen Gesellschaft der ehemaligen Residenzstadt, zeigt Exponate archäologischer Ausgrabungen, hat eine Sammlung historischer Dokumente aus Forschungsreisen der Riedesel, Freiherrn zu Eisenbach. Bildliche Dokumente vom Kriegsende 1945 und der Nachkriegszeit vermitteln Bezüge bis in die Gegenwart. Das Museum besitzt eine Sammlung historischer Waffen und Schlösser und ermöglicht einen Einblick in die Malerei einheimischer Künstler. Der Tradition des Städtchens mit zahlreichen Malerwinkeln folgend, wurden bereits kurz nach Ende des Zweiten Weltkriegs regelmäßig Gemäldeausstellungen im Haus durchgeführt, da Stadt und Umgebung viele bildende Künstler („Lauterbacher Künstlerkreis“), zum Teil mit Vertriebenenschicksal, anlockte: Rudolf Potzner (1923–1994), Rudolf Tuscher (1919–2020), Kurt Albin Bechstedt (1916–1998), Rudolf Karasek, Ewald-Christian Tergreve (1910–1971), Erich Krantz (1904–1966), Walter Heiland (1880–1962) Robert Müller-Alsfeld, Karl Ortelt und andere. Ein Museumsexponat von herausragendem kulturellen Wert ist der spätgotische Marienaltar aus einem früheren Bau der Stadtkirche. Museumspädagogisch eingesetzt werden die Museumsdruckerei und das historische Schulzimmer, wo eine Unterrichtsstunde aus dem frühen 20. Jahrhundert lebensnah nachempfunden werden kann.

## Regelmäßige Veranstaltungen und Feste
- Der „Prämienmarkt“ wird von Samstag vor Fronleichnam bis Sonntag nach Fronleichnam gefeiert. Er ist Oberhessens größtes Volksfest und wird seit Erhalt der Stadt- und Marktrechte im Jahr 1266 jährlich abgehalten. Der Markt besteht aus einer großen Tierschau mit Viehprämierung (Mittwoch), Krämermarkt (Mittwoch) und Vergnügungspark. Letzterer steht den Besuchern während der gesamten Woche zur Verfügung.
- Das „Lauterbacher Stadtfest“ findet jährlich immer am zweiten Wochenende im September statt. In diesem Rahmen werden auch ein Oldtimer-Treffen und ein Marktgeschehen veranstaltet. Während des Stadtfests wird vom Lauterbacher Verkehrsverein eine Person, die sich um die Stadt Lauterbach verdient gemacht hat und sie nach außen hin repräsentiert, als „Ehrenstrolch“ ausgezeichnet.
- Der „Herbstmarkt“ wird jährlich am ersten Sonntag im November veranstaltet. Markthändler aus ganz Deutschland und die geöffneten Geschäfte des Einzelhandels in der Innenstadt bieten vielfältige Einkaufs- und Informationsmöglichkeiten. In der Vogelsbergschule findet in diesem Rahmen der Kunsthandwerker- und Brauchtumsmarkt statt, der von der Lauterbacher Trachtengilde in Kooperation mit der Stadt Lauterbach veranstaltet wird.
- Die „Pfingstmusiktage“ beginnen jährlich am Pfingstsamstagmorgen und enden am Abend des Pfingstmontags.
- Der Lauterbacher Weihnachtsmarkt findet zur Weihnachtszeit statt.
- Am Heiligabend findet auf dem Turm der Evangelischen Stadtkirche das „Christkindwiegen“ statt.
- Auf dem Wochenmarkt werden jeden Donnerstag auf dem Marktplatz frisches Obst, Gemüse und andere Waren angeboten.
- Die Jugendherberge Lauterbach ist Standort des alljährlichen Lauterbacher „Harfentreffens“ und des „Harfensommers“.

Impressionen aus Lauterbach
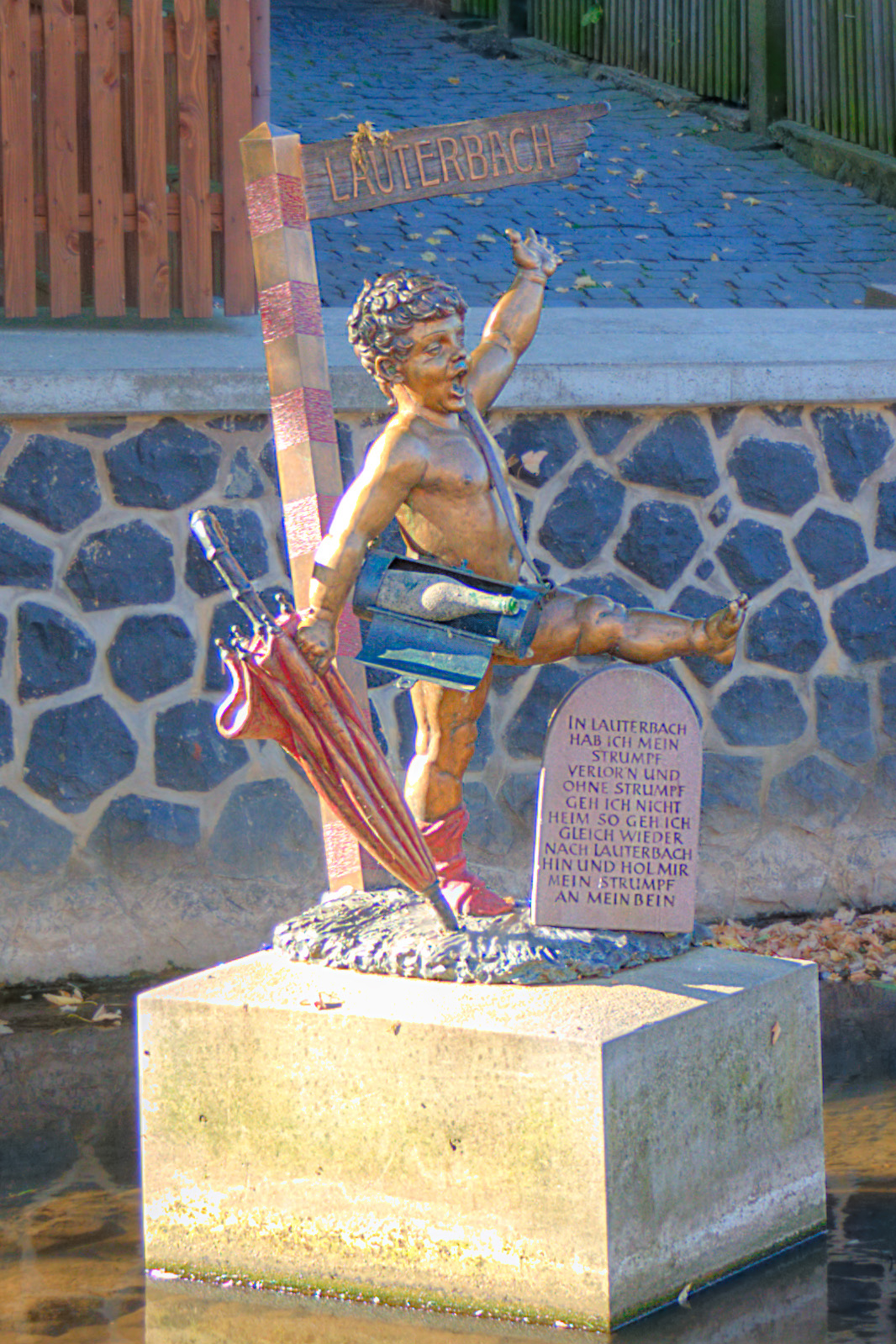
Der Lauterbacher Strolch und die Sage vom „verlorenen Strumpf“
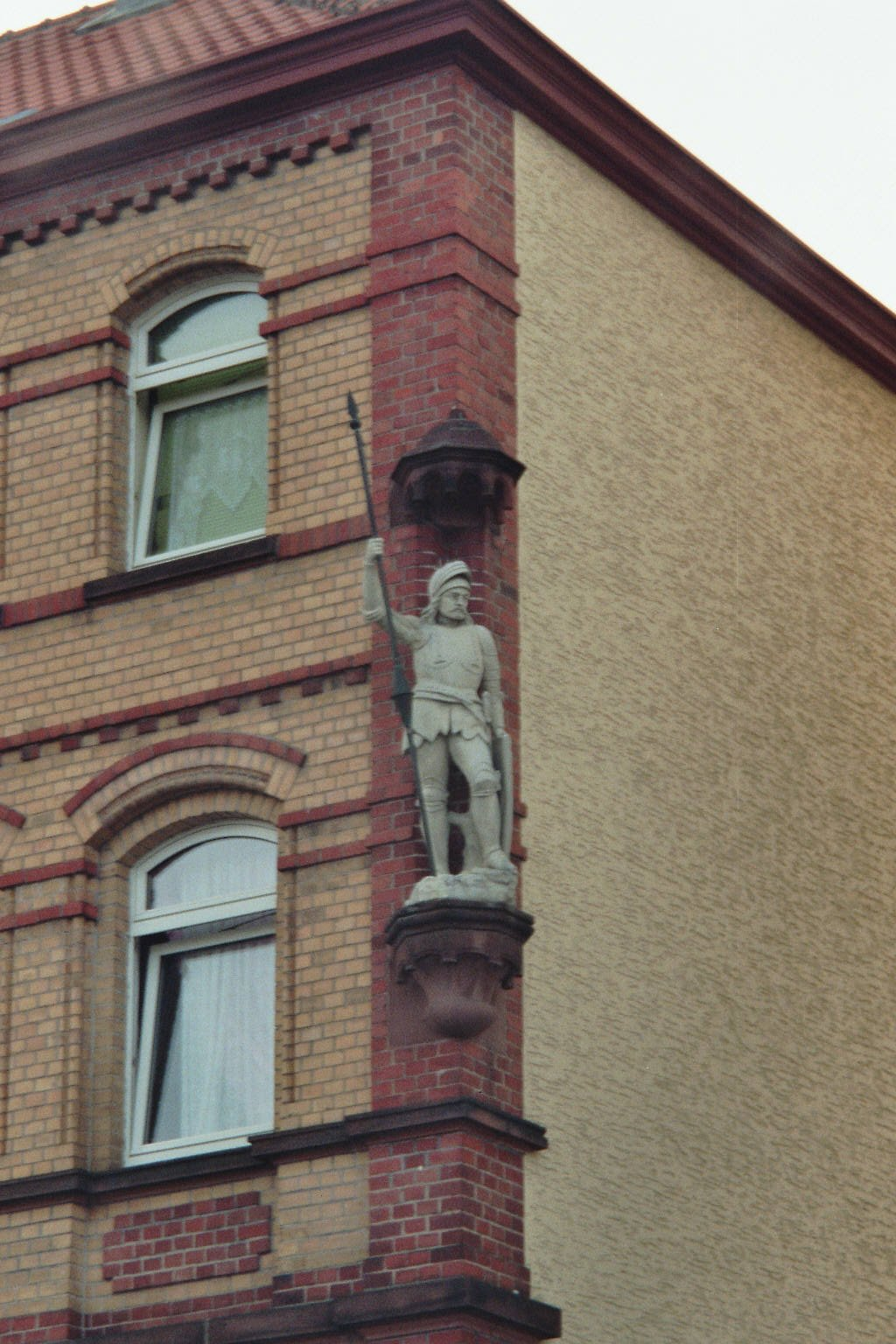
Hinweis auf Simplicius
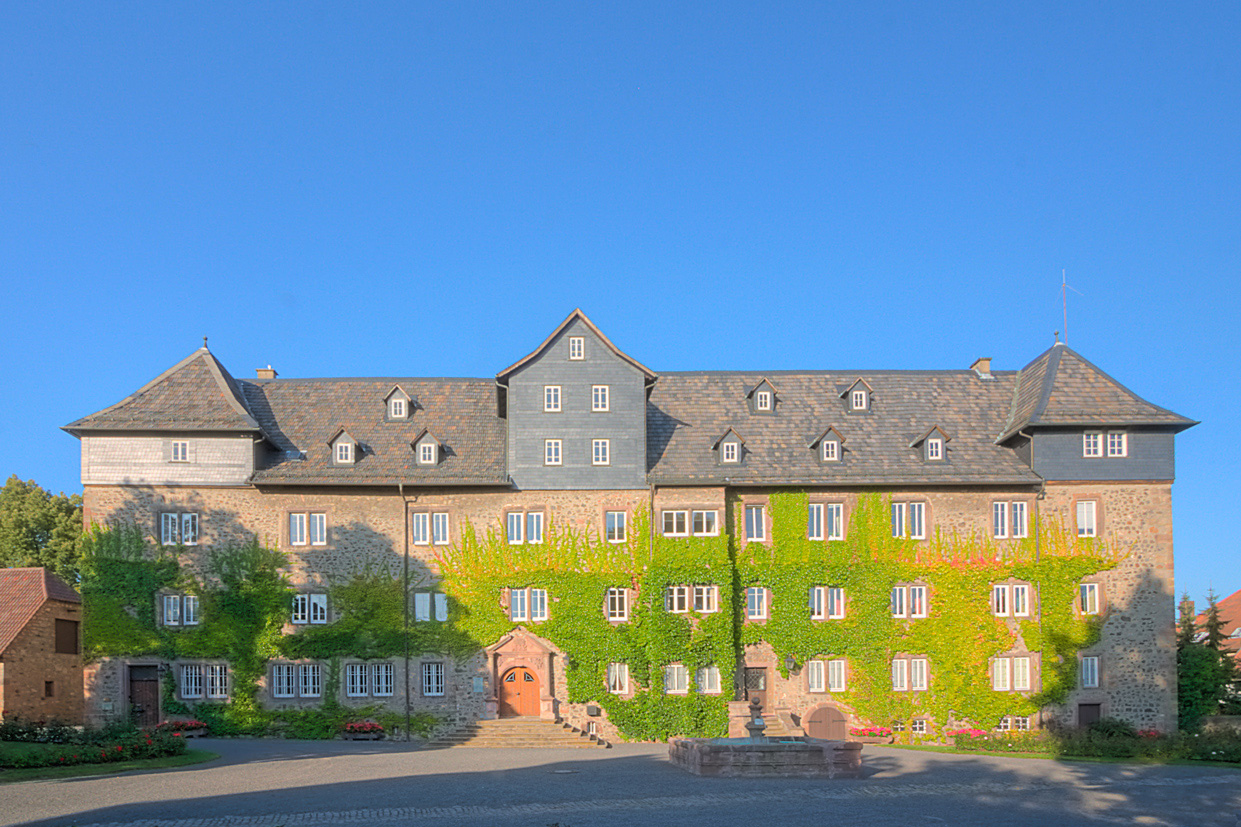
Lauterbacher Schloss
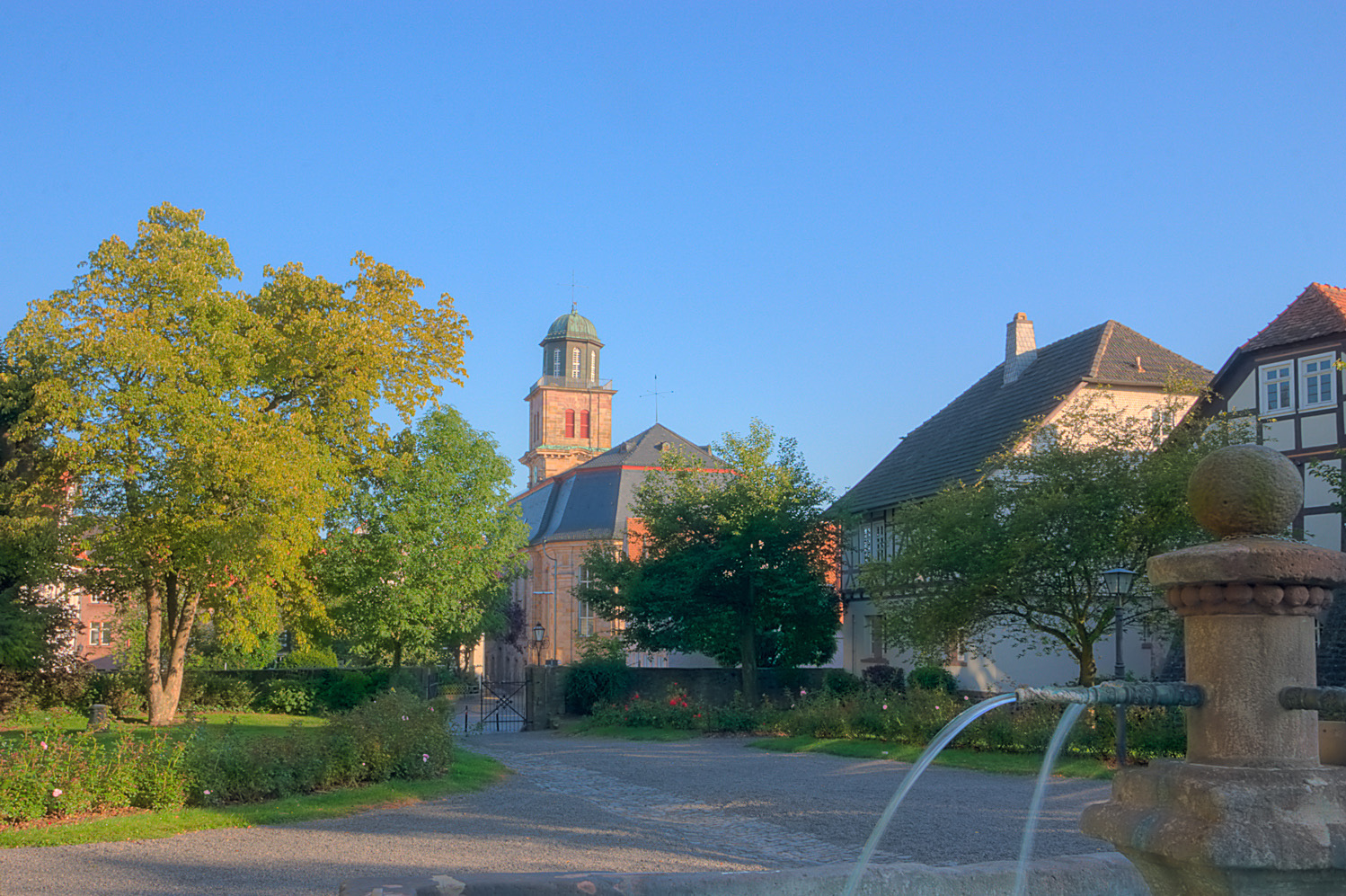
Blick vom Schlosshof zur Kirche. Rechts der barocke Röhrenbrunnen.
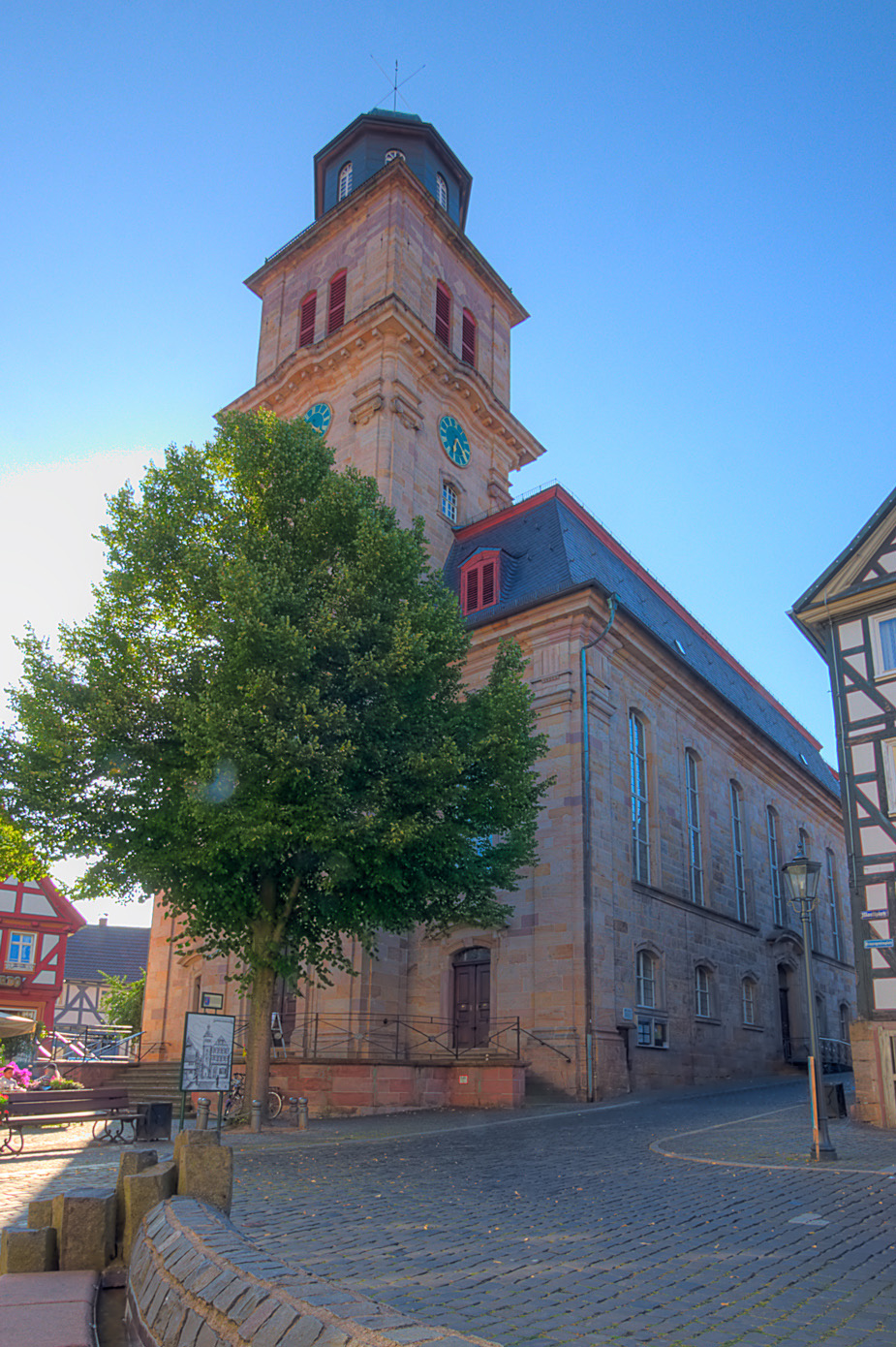
Evangelische Stadtkirche (1763–1767)
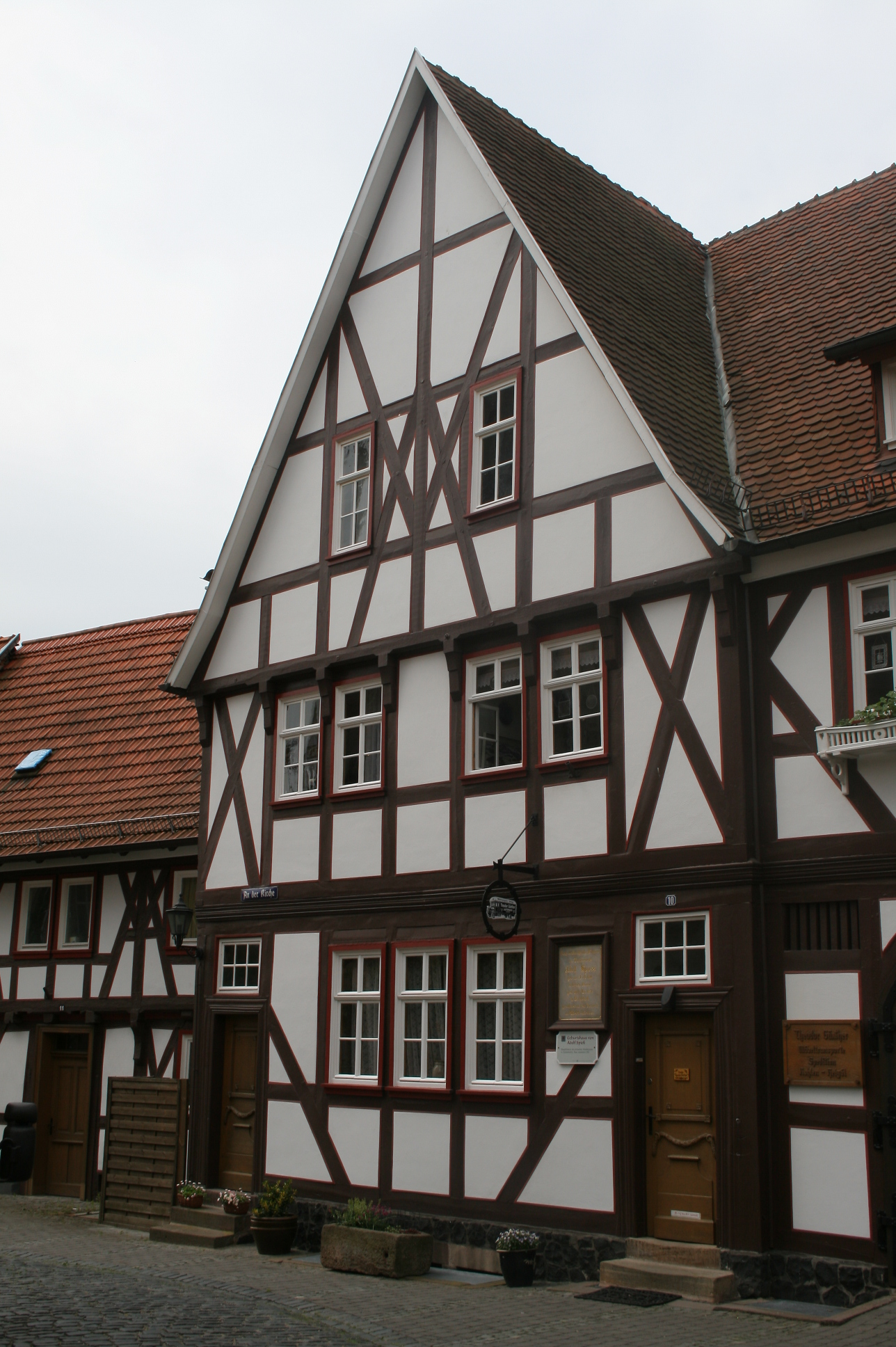
Geburtshaus von Adolf Spieß
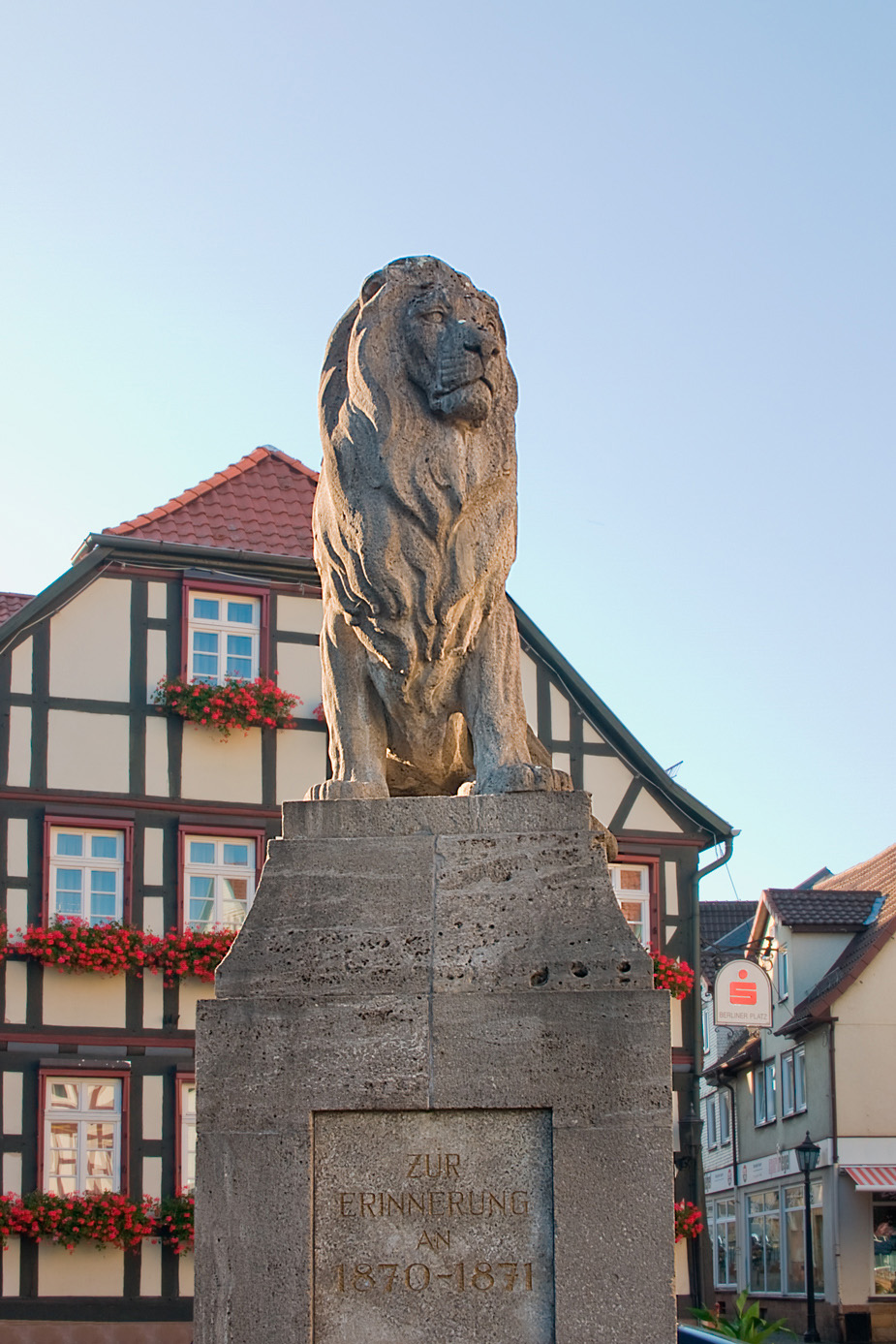
Löwendenkmal von Ludwig Habich
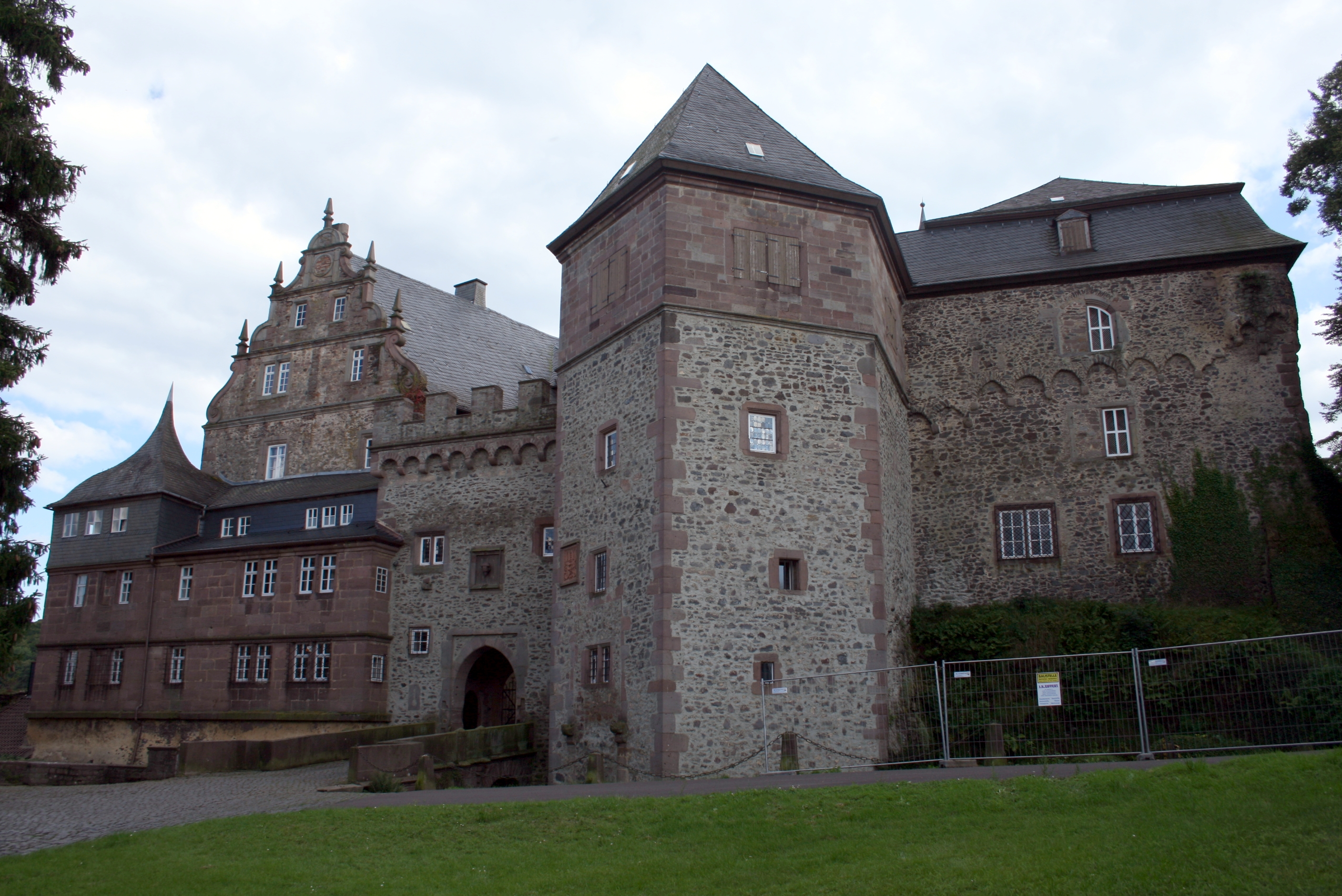
Schloss Eisenbach bei Lauterbach
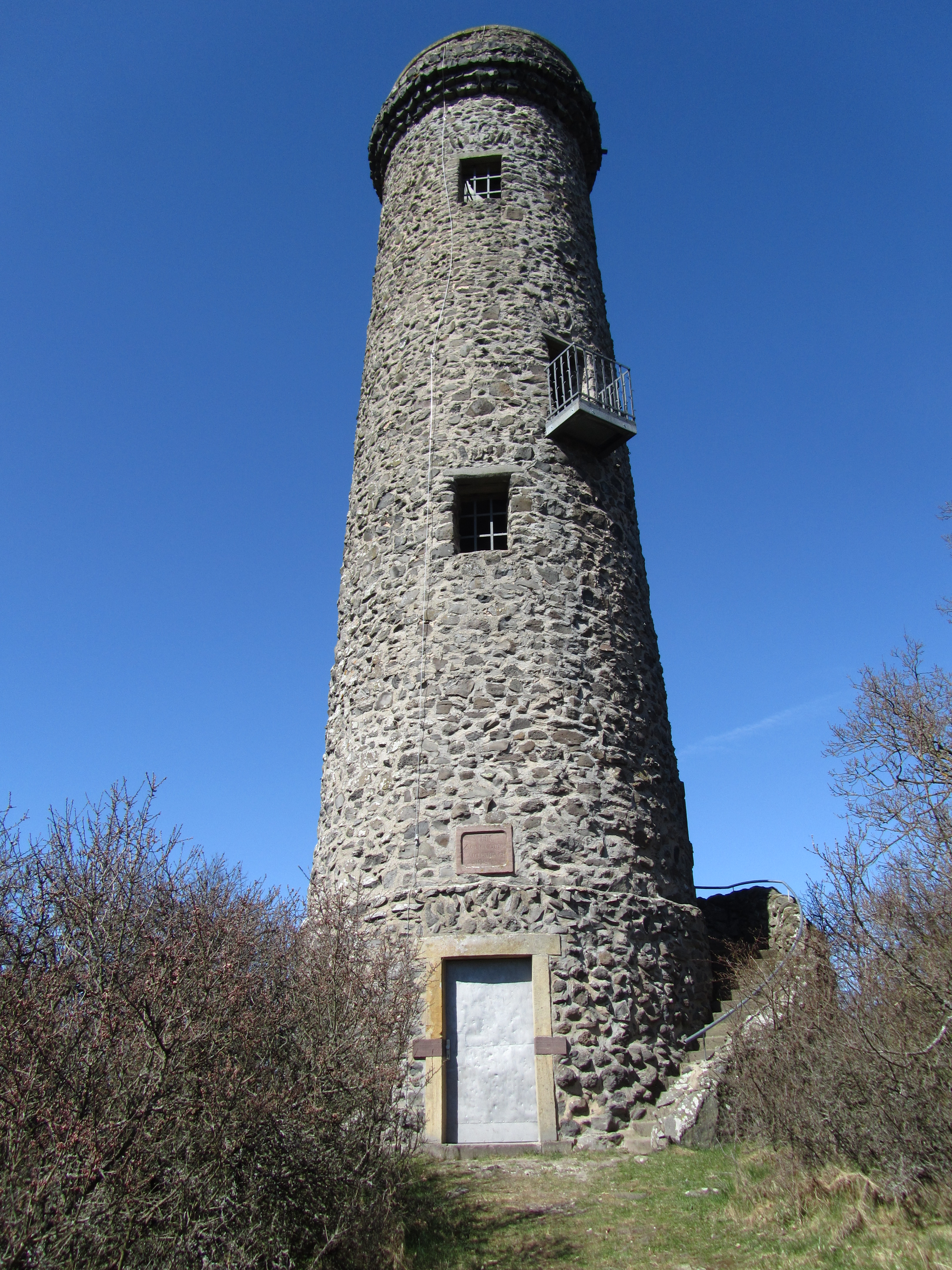
Der Hainigturm auf dem Hainig.
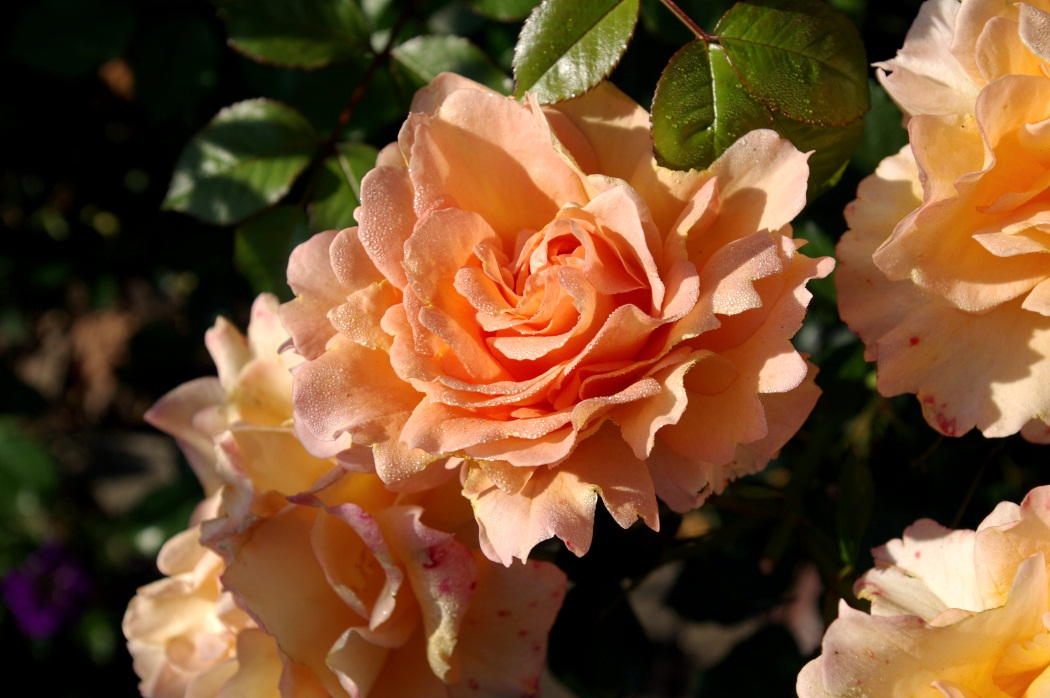
Die 'Lauterrose' wurde am 11. Juni 2006 zu Ehren der Stadt Lauterbach getauft.

### Kulinarische Spezialitäten
- Lauterbacher Burgbrauerei, die 1527 gegründete Brauerei gilt als die älteste Privatbrauerei in Hessen. In Lauterbach werden folgende Biersorten gebraut: Pils, Erbpils, Export, Bierstrolch, Edelweizen, Hefeweizen, Radler, Alkoholfrei, L-Mix, Festtagsbier.
- Salzekuchen, ein Kuchen mit Boden aus Brotteig und einer Kartoffelmasse.
- Beutelches, Kloßteig, Speck und andere Zutaten, gegart in einem Leinenbeutel im heißen Wasser.

### Sport
Der 2012 neugegründete Verein EC Lauterbach 2012 e. V. ist Betreiber der ortsansässigen Eissport-Arena. Mit den Luchsen Lauterbach wurde man bereits im ersten Jahr Hessenmeister und Pokalsieger im Eishockey. Zwischen der Saison 2013/14 und der Saison 2022/23 spielte der Verein überwiegend in der Regionalliga West. Seit der Saison 2023/24 spielt der Verein in der Regionalliga Ost.

## Wirtschaft und Infrastruktur
Zu den örtlichen Unternehmen zählt u. a. die STI Group.

### Bildung
Die Vogelsbergschule besteht seit 1856. Heute dient sie als eine von zwei beruflichen Schulen des Vogelsbergkreises mit einer Vielzahl von Bildungsgängen.
In Lauterbach bestehen zwei Oberschulen: Das Alexander-von-Humboldt-Gymnasium und als Haupt- und Realschule mit Förderstufe die Schule an der Wascherde.
Außerdem existieren zwei Grundschulen: Die Eichbergschule in der Kernstadt Lauterbach und die Gudrun-Pausewang-Schule im Stadtteil Maar.

### Verkehr
Durch die Stadt führen die Bundesstraßen 254 und 275, über die Lauterbach von den Bundesautobahnen 7 und 5 erreichbar ist.
Mit der Bahn ist Lauterbach über die Bahnstrecke Gießen–Fulda durch den Bahnhof Lauterbach (Hess) Nord erreichbar.
Lauterbach verfügt seit Dezember 2023 über ein Stadtbusangebot, das auf einer Rundstrecke verkehrt, die am Bahnhof Lauterbach (Hess) Nord beginnt und endet.
Etwa fünf Kilometer nördlich der Kernstadt befindet sich die Graspiste des Flugplatzes Lauterbach, der vom Aero-Club Lauterbach e. V. betrieben wird. Etwa 6,5 km nordwestlich, im Ortsteil Wallenrod, befindet sich das Ultraleichtfluggelände Lauterbach-Wallenrod.
Lauterbach ist Ausgangspunkt des Vulkanradwegs auf der ehemaligen Bahnstrecke Stockheim – Lauterbach (ursprüngliche Vogelsbergbahn, heute nachträglich meist Oberwaldbahn genannt). Es besteht auch Anschluss an die Hessischen Radfernwege R2 und R7. Der Bahnradweg Hessen nutzt den Vulkanradweg und den R7 zwischen Lauterbach und Schlitz, um Hanau am Main über ca. 250 km auf ehemaligen Bahntrassen mit Vogelsberg und Rhön zu verbinden.

### Medizinische Versorgung

#### Ambulante und stationäre ärztliche Versorgung
In Lauterbach befindet sich das Krankenhaus Eichhof. Es ist ein Krankenhaus der Regelversorgung mit 220 Betten der Fachrichtungen Innere Medizin (Med.-1 Kardiologie / Med.-2 Gastroenterologie), Chirurgie, (Allgemein-, Unfall- und Orthopädische Chirurgie), Anästhesie und Intensivmedizin, Geriatrie, Akut-Psychiatrie, Urologie - Nephrologie und Dialyse, sowie einer Notfallambulanz mit 24-Stunden Dienst.
In der Stadt gibt es mehrere haus- und fachärztliche Praxen. Direkt im Krankenhaus Eichhof befindet sich auch die Bereitschaftspraxis des Ärztlichen Notdienstes, der die ambulante hausärztliche Versorgung am Abend und an den Wochenenden sicherstellt.

#### Rettungsdienstliche Versorgung
In Lauterbach befindet sich eine Rettungswache des Deutschen Roten Kreuzes.
An dieser Rettungswache sind rund um die Uhr mindestens zwei Rettungswagen stationiert (im Tagdienst sogar drei Fahrzeuge). Zusätzlich ist am Krankenhaus in Lauterbach rund um die Uhr ein Notarzteinsatzfahrzeug stationiert, mit dem die notärztliche Versorgung der Bevölkerung sichergestellt wird.
Die rettungsdienstliche Versorgung der Bevölkerung in Lauterbach und Umgebung im Rahmen der Luftrettung nach den Maßgaben des Hessischen Rettungsdienst-Gesetzes (HRDG) wird durch folgenden Rettungshubschrauber-Stationen sichergestellt.
a) Luftrettungszentrum Gießen = Christoph Gießen (JUH / HeliFlight)
b) Luftrettungszentrum Fulda = Christoph 28 (ADAC)
c) Luftrettungszentrum Frankfurt = Christoph 2 (Innenministerium)
d) Luftrettungszentrum Reichelsheim = Christ. Mittelhessen (JUH/HeliFlight)
Als einziger Rettungshubschrauber in Hessen ist der Rettungshubschrauber
am Luftrettungszentrum Gießen täglich rund um die Uhr einsatzbereit, da dieser auch über die notwendige Ausrüstung und Technik für Einsätze in der Nacht verfügt. Die Rettungshubschrauber an den anderen Standorten sind täglich nur von 07:00 Uhr bis Sonnenuntergang einsatzbereit.

#### Zentrale Rettungsleitstelle Vogelsberg
In Lauterbach befindet sich die Zentrale Leitstelle des Vogelsbergkreises die für den gesamten Landkreis alle Notrufe für Feuerwehr und Rettungsdienst entgegennimmt, steuert und koordiniert.

### Feuerwehr
Die Stadt Lauterbach verfügt über eine Freiwillige Feuerwehr mit insgesamt fünf einzelnen Löschzügen (Lauterbach-Mitte, -Ost, -West, -Nord und -Süd). Der Fahrzeugpark besteht aus einer Vielzahl von Einsatzfahrzeugen. Sie wird im eher dünn besiedelten Vogelsbergkreis auch zu größeren Einsätzen in anderen, weiter entfernten Städten und Gemeinden hinzugezogen. Aus diesem Grund hält die Feuerwehr Lauterbach verschiedene Sondereinheiten und Fahrzeuge wie z. B. einen Gefahrstoffzug und einen Abrollbehälter Betreuung vor. Der Katastrophenschutzzug der Feuerwehr Lauterbach verfügt über einen von vier Abrollbehältern Waldbrand des hessischen Katastrophenschutzes. Die Anzahl der in Lauterbach aktiven Feuerwehrmänner und -frauen belief sich im Jahr 2017 auf knapp 200 Feuerwehrleute.

## Persönlichkeiten

### Söhne und Töchter der Stadt
- 1657, 6. Mai, Georg Riedesel zu Eisenbach, † 30. März 1724 in Lauterbach, Erbmarschall
- 1698, 4. April, Heinrich Valentin Beck, † 15. April 1758 in Frankfurt am Main, Kantor und Komponist (geboren in Maar)
- 1705, 4. November, Johann Wilhelm Riedesel zu Eisenbach, † 5. September 1782 in Lauterbach, sächsisch-eisenachischer Hofgerichtsrat, Reichskammergerichtsassessor und herzoglich braunschweigisch-lüneburgischer Geheimrat im Hochstift Osnabrück (geboren in Sickendorf)
- 1710, 5. März, Carl Schleiermacher, † 31. März 1781 in Darmstadt, Arzt
- 1738, 3. Juni, Friedrich Adolf Riedesel, † 6. Januar 1800 in Braunschweig, General, der die britischen Truppen während des Amerikanischen Unabhängigkeitskrieges unterstützte
- 1750, Johann Vollmöller, † 1813 in Kassel, Maler
- 1785, 21. April, Johannes Ortwein, † 7. April 1860 in Lauterbach, Landrat des Landratsbezirks Lauterbach
- 1793, 11. Oktober, Wilhelm Rausch, † 9. Juni 1845 in Lauterbach, Gastwirt und Politiker und Abgeordneter der 2. Kammer der Landstände des Großherzogtums Hessen
- 1798, 26. September, Heinrich Wilhelm von Pabst, † 10. Juli 1868 in Hütteldorf (Österreich), Agrarwissenschaftler (geboren in Maar)
- 1804, 31. Oktober, Eduard Christian Trapp, † 26. September 1854 in Bad Homburg, Balneologe
- 1807, 20. September, Albert Calmberg, † 22. März 1883 in Fulda, hessischer Richter und Politiker, Abgeordneter der 2. Kammer der Landstände des Großherzogtums Hessen
- 1810, 3. Februar, Adolf Spieß, † 9. Mai 1858 in Darmstadt, Begründer des Schulturnens in Deutschland
- 1812, 14. April, Theodor List, † 29. März 1887 in Lauterbach, Fabrikant und Politiker (NLP) und Abgeordneter der 2. Kammer der Landstände des Großherzogtums Hessen
- 1813, 1. März, Heinrich Schuchard, † 27. März 1895 in Darmstadt, Unternehmer und Hutfabrikant
- 1815, 9. Mai, Franz Diehm, † 14. Oktober 1886 ebenda, Fabrikant und Politiker, Abgeordneter der 2. Kammer der Landstände des Großherzogtums Hessen
- 1816, 8. Juni, Karl Bindewald, † 21. Dezember 1872 in Gießen, hessischer Jurist und Politiker und Abgeordneter der 2. Kammer der Landstände des Großherzogtums Hessen
- 1824, 15. Juli, Franz Fink, † 25. September 1894, Kommerzienrat und Politiker, freikonservativer Abgeordneter in Hessischen Landtag und im Zollparlament
- 1827, 27. Oktober, Albert Fink, † 3. April 1897 in Ossining, US-amerikanischer Bauingenieur (Eisenbahnbau)
- 1831, 1. Februar, Karl von Herget, † 21. August 1913 in Bonn, preußischer Generalmajor
- 1835, 21. April, Fritz Ebel, † 20. Dezember 1895 in Düsseldorf, Landschaftsmaler
- 1837, 11. April, Adolf Calmberg, † 19. Mai 1887 in Küsnacht, Lehrer und Dichter
- 1838, 22. Juni, George Marx, † 3. Januar 1895 in Washington, deutsch-amerikanischer Arachnologe, wissenschaftlicher Illustrator und Mediziner
- 1848, 25. Juni, Alexander Stöpler, † 14. März 1922 in Lauterbach, Kaufmann und Politiker (NLP) als Abgeordneter der Zweiten Kammer der Landstände des Großherzogtums Hessen
- 1858, 18. Mai, Gustav Wolff, † 5. April 1930 in Halle (Saale), Architekt (geboren in Maar)
- 1863, 28. Oktober, Wilhelm Eckstein, † 29. Juli 1936 in Düsseldorf, Maler und Zeichner der Düsseldorfer Schule
- 1876, 5. Februar, Georg Riedesel zu Eisenbach, † 3. Oktober 1934 in Altenburg, Landrat des Kreises Hofgeismar
- 1879, 14. September, Ernst Schmitt, † 16. Februar 1946 in Bad Tölz, Diplomat und Schriftsteller
- 1884, 6. Januar, Heinrich Bichmann, † 15. Mai 1945 in Bad Homburg vor der Höhe, Gonzenheim, Politiker (NSDAP), Reichstagsabgeordneter und NSDAP-Gauwirtschaftsberater im Gau Thüringen
- 1899, 29. September, Fritz Selbmann, † 26. Januar 1975 in Berlin, Schriftsteller, Minister und Parteifunktionär (SED) in der DDR
- 1899, 29. Dezember, Eduard Bötticher, † 31. März 1989 in Heidelberg, Rechtswissenschaftler
- 1914, 6. September, Lisa Meyerlist, † 2. Dezember 2008 in Luzern, Fotografin
- 1921, 19. Juli, Helmut Caspar, † 5. August 1980, Landwirt und Politiker (SPD), Abgeordneter des Hessischen Landtags (geboren in Wallenrod)
- 1926, 2. September, Erich Selbmann, † 29. April 2006 in Berlin, Sohn von Fritz Selbmann, Journalist und Chefredakteur der Aktuellen Kamera (1966–1978)
- 1926, 11. November, Hermann O. Lauterbach, eigentlich Hermann Otto, † 20. Oktober 2015, Schriftsteller
- 1928, 19. Februar, Georg Blumenstiel, † 29. Juni 2006, Politiker (SPD, FWG), Abgeordneter im Landtag von Hessen
- 1929, 27. März, Fritz Eisel, † 19. September 2010 in Langen Brütz, Maler
- 1937, 21. Februar, Werner Becker, † 21. Juli 2009 in Frankfurt am Main, Philosoph, 1988 bis 1993 Geschäftsführer der Allgemeinen Gesellschaft für Philosophie in Deutschland
- 1944, 22. Oktober, Otto Mathias Wilbertz, Prähistoriker
- 1945, 4. März, Reinhard Eichelbeck, Journalist, Schriftsteller und Fotograf
- 1945, 8. September, Klaus Böger, Politiker (SPD), Senator für Bildung, Jugend und Sport des Landes Berlin (1999 bis 2006)
- 1947, 12. Februar, Henry Euler, † 11. März 2018 in Lauterbach, Kinderbuchillustrator und Schriftsteller
- 1950, 20. Juni, Hilde Heim, † 31. März 2010 in Berlin, Filmemacherin, Fernsehjournalistin, Autorin
- 1951, 18. November, Kurt Wiegel, Politiker (CDU), direkt gewählter Abgeordneter im Hessischen Landtag (2003 bis 2008 sowie 2009 bis 2019)
- 1953, 6. Juni, Ulrike Greb, Erziehungswissenschaftlerin
- 1956, 24. Dezember, Klaus vom Orde, Theologe und Kirchenhistoriker
- 1962, 9. März, Carsten Kühl, Politiker (SPD), 2009 bis 2014 Finanzminister des Bundeslandes Rheinland-Pfalz
- 1962, 17. Juli, Carlo Burschel, † 9. Mai 2023 in Fulda, Umweltökonom, Sozialwissenschaftler, Designhistoriker und Autor
- 1962, Matthias Petschke, EU-Beamter
- 1967, 6. Januar, Thomas Luft, Schauspieler und Regisseur
- 1974, 30. Januar, Falko Löffler, Autor, Übersetzer und Podcaster
- 1974, Johanna Lindemann, Kinderbuchautorin
- 1978, 18. Juli, Florian Leese, Biologe
- 1978, 12. Oktober, Jens Mischak, Landrat des Vogelsbergkreises
- 1980, 28. September, Jascha Urbach, Autor und Aktivist
- 1983, 6. Juli, Johannes Boss, Autor
- 1984, 29. September, Michael Ruhl, Politiker (CDU), Abgeordneter im Landtag von Hessen, Staatssekretär im Hessischen Ministerium für Landwirtschaft und Umwelt, Weinbau, Forsten, Jagd und Heimat
- 1988, 24. September, Miriam Hanika, Oboistin und Liedermacherin
- 1992, Maximilian Ziegler, Politiker (SPD), Abgeordneter im Landtag von Hessen
- 1993, 18. Februar, Sara Gambetta, Leichtathletin
- 1993, 16. Oktober, Jennifer Gießler, Politikerin (CDU), Abgeordnete im Landtag von Hessen
- 1999, 17. Juni, Larissa Eifler, Säbelfechterin
- 2002, 2. Januar, Chiara Hahn, Fußballspielerin

### Persönlichkeiten mit Bezug zu Lauterbach
- Ulrich Benzel (1925–1999), Gymnasiallehrer und Märchensammler; lebte in Lauterbach
- Wolfgang Gerhardt (1943–2024), Partei- und Fraktionsvorsitzender der FDP; lebte über viele Jahre hinweg in Lauterbach
- Fritz Geißler (1903–1960, FDP), Bürgermeister von Lauterbach von 1948 bis 1954
- Peter Grünberg (1939–2018), Nobelpreisträger für Physik im Jahre 2007; verbrachte seine Kindheit und Jugend in Lauterbach. 1959 machte er sein Abitur am Alexander-von-Humboldt-Gymnasium.
- Volker Jung (* 1960), Kirchenpräsident der Evangelischen Kirche in Hessen und Nassau; wirkte in Lauterbach von 1997 bis 2008 als Pfarrer und Dekan für das Dekanat Vogelsberg
- Wilhelm Stabernack (1923–1999), Unternehmer; baute das in Offenbach im Zweiten Weltkrieg zerstörte Familienunternehmen Gustav Stabernack GmbH in Lauterbach neu auf
- Moritz Gerhard Thilenius (1745–1808), wirkte als Riedeselscher Leibphysikus und Stadt- und Landphysikus in Lauterbach

## Städtepartnerschaft
Seit 1969 besteht eine Städtepartnerschaft mit Lézignan-Corbières in Frankreich.

## Trivia
Der NSDAP-Politiker und spätere Reichspropagandaminister Joseph Goebbels nannte Lauterbach in seinem 1934 erschienen autobiographischen Buch Vom Kaiserhof zur Reichskanzlei eine Hochburg undeutscher Schlappheit: Bei einem Wahlkampfauftritt am 18. Juni 1932 in Lauterbach hatte die Lauterbacherin Helene Mandt, Tochter des Verlegers Gustav Mandt, vor ihm voller Verachtung auf den Boden gespuckt und war ihm mit trotzigen Worten über sein unverschämtes Maul gefahren.